# František Ponec
František Ponec (3. dubna 1869 Mladá Boleslav – 3. dubna 1946 Praha-Malá Strana) byl český podnikatel, průkopník české kinematografie, majitel pojízdného biografu a také kamenného kina v prostorách pozdějšího Divadla Ponec, jednoho z prvních biografů v českých zemích.

## Život

### Mládí
Narodil se v Mladé Boleslavi. Vyučil se cukrářem. Posléze přesídlil do Prahy, kde začal pracovat jako úředník libeňské Rustonovy strojírny. Oženil se a založil rodinu.

### Royal Bioskop
Na přelomu 19. a 20. století se začal podnikatelsky zajímat o vynález kinematografu a podobně jako bratři Kříženečtí či Viktor Ponrepo začal pořádat filmová promítání němých filmů. Proslul především putovním zařízením kinematografu Royal Bioskop, který zřídil roku 1903 se svým spolupracovníkem Zdeňkem Körberem. Putovní biograf umožnil celé řadě mimopražských diváků poprvé v životě spatřit promítání filmu. V jeho aktivitách mu byla spolupracovnicí také jeho manželka.

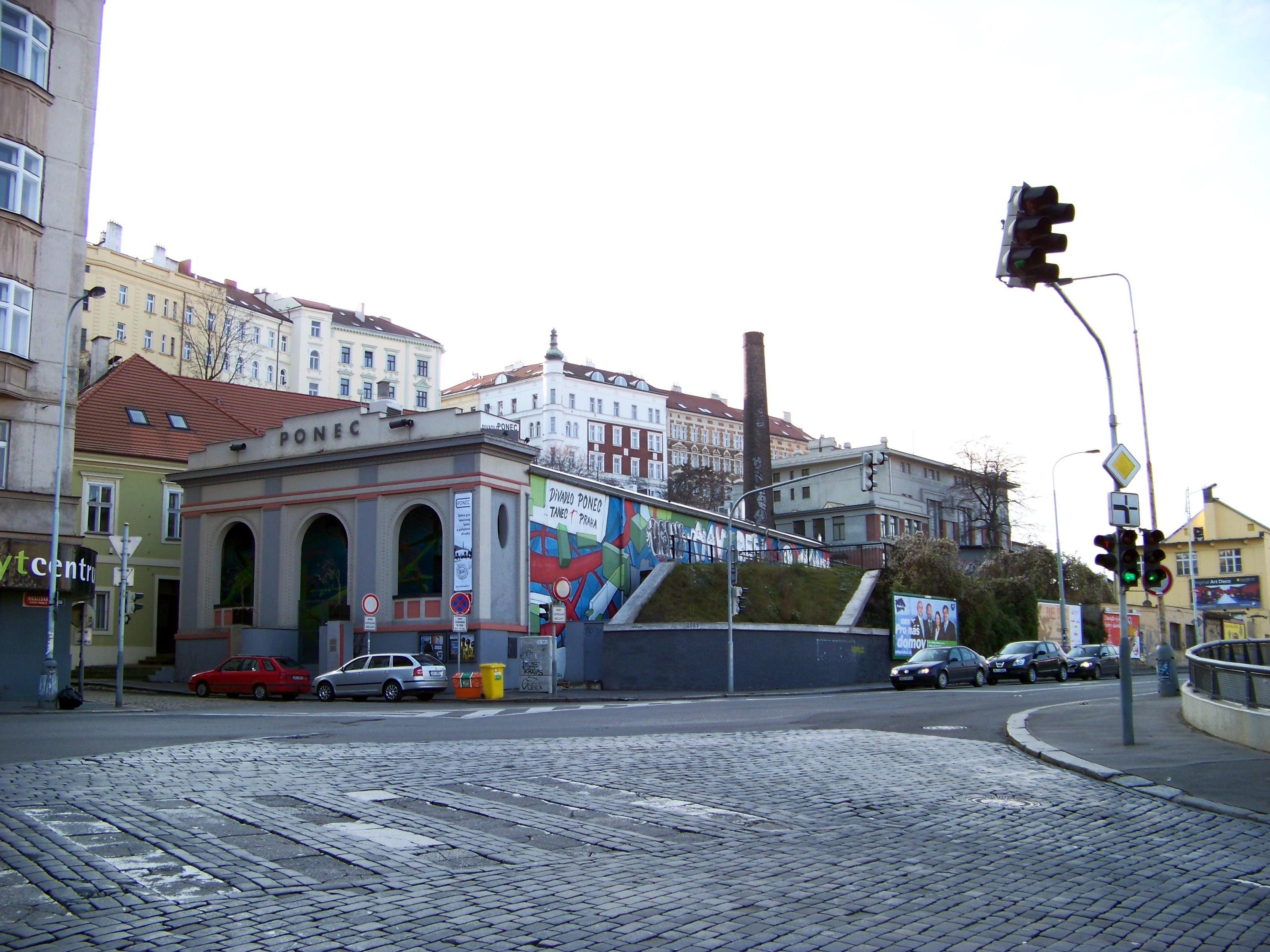
Divadlo Ponec, kde František Ponec od roku 1910 provozoval biograf

Okolo roku 1908 promítal filmy na Smíchově. V roce 1910 si pronajal halu bývalé železářské továrny Rudolfa Stabenowa postavenou v roce 1888 na Žižkově nedaleko hlavního nádraží. Nechal ji přestavět podle návrhu architekta Karla Maška a 3. září 1910 zde otevřel biograf Royal Bioskop Františka Ponce, což bylo třetí stálé kino města Žižkova. Po deseti letech skončila Poncovi nájemní smlouva, která nebyla obnovena. Od té doby kino provozovala obec Žižkov, která jej roku 1929 přejmenovala na Městské bio Žižkov.

### Úmrtí
František Ponec zemřel v den svých narozenin 3. dubna 1946 v nemocnici Pod Petřínem v Praze ve věku 77 let. Pohřben byl na Vinohradském hřbitově.
Po jeho smrti bylo kino na jeho počest znovu přejmenováno na Bio Ponec.